# 王祺 (1890年)

王祺

王祺（1890年—1937年6月4日），字淮君，号思翁，别号醁散居士，湖南省衡阳县石市乡醒狮东田人。中国民主革命家，中华民国政治人物、画家、书法家、诗人。

## 生平

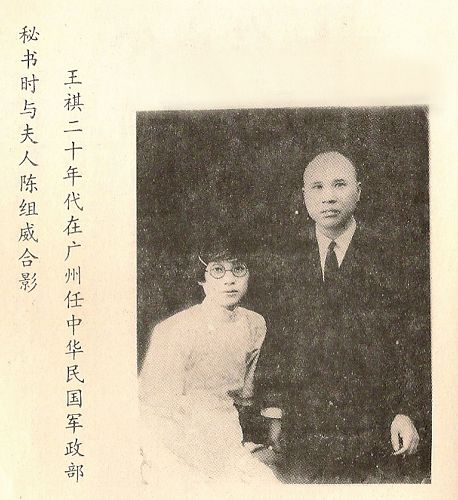
王祺1920年代在广州任中华民国军政部秘书时，与夫人陈组威合影

16岁，王祺在石鼓高等小学堂学习，经何海鸣介绍加入中国同盟会。1911年辛亥革命爆发后，王祺中断了在湖南官立全省优级师范学堂的学业，与王祉伟、谢彬等回到衡阳县参加了革命派的起义。
中华民国临时政府成立后，孙中山召王祺担任内务部秘书。袁世凯接任临时大总统后，王祺退出政界，于民国2年（1913年）赴美国，入加利福尼亚大学学习生物学。1914年，袁世凯取消王祺的官费留学资格，王祺乃被迫流亡日本，进入孙中山创办的政治学校。1914年7月，加入中华革命党，任中华革命党湖南省支部参议。
民国十年（1921年），孙中山任命王祺为广州军政府秘书。民国十五年（1926年）北伐开始，王祺任国民革命军第六军秘书长。国民政府迁往武汉后，王祺任湖北省政府委员兼农工厅厅长、水利局局长。在数月任期内，主持修建汉水堤垸，被民众称为“王公堤”。
宁汉合流后，王祺因涉嫌而逃往上海公共租界避难。1927年，王祺出任中国国民党中央党部训练秘书。1928年，任湖南省政治委员兼治淮委员，在中国国民党四中全会上补选为候补中央执行委员。不久，1933年被选为立法院第三届立法委员。1935年5月15日，出任监察院监察委员，任至逝世。在中国国民党第五次全国代表大会上，当选为中央执行委员。抗日战争爆发后，王祺主张抗日，人称“王牛”、“大炮”。
在教育界，王祺曾任浙江省立师范教师、暨南大学教授。
民国26年（1937年）6月4日，王祺在衡阳病逝。6月17日，国民党中常会例会通过公葬决议，并遵其遗命，遗体火化。

## 著作
王祺作诗很多，鲁迅、朱自清、俞平伯、刘延陵等人写有评述文章。王祺的书画独具特色，受到徐悲鸿、陈之佛、张书旗等人推崇。
王祺曾参与编著《孙中山全集》。其著作有：
- 醁散居士，醁散居士书画集，文华美术图书公司，1934年
- 王祺，醁散诗存，湖南省衡阳市诗词学会，1991年

## 家庭
- 女婿：唐环芝
- 外孙：唐浩明
- 外孙：唐翼明[2]

## 延伸阅读
- 政协衡阳市委县委文史委员会编，王祺纪念集（衡阳文史10），政协衡阳市委县委文史委员会，1990年